# Cantó de Sent Gaudenç
El cantó de Sent Gaudenç és un cantó francès del departament de l'Alta Garona, a la regió d'Occitània. Està inclòs al districte de Sent Gaudenç, està format per 21 municipis i el cap cantonal n'és la sotsprefectura de Sent Gaudenç.

## Municipis
- Sent Gaudenç
- Vilanava d'Arribèra
- Era Barta d'Arribèra
- Valentina
- Miramont de Comenge
- Era Barta d'Inard
- Era Andòrta
- Puntís d'Inard
- Estanhcarbon
- Sent Marcèth
- Lòdas
- Sauç e Pomareda
- Sent Inhan
- Larcan
- Eth Savartés
- Regadas
- Laloret e era Fitau
- Aspreth e eth Sarrat
- Eth Espitau
- Riucasèr
- Lieoux